# Hilmar Reksten

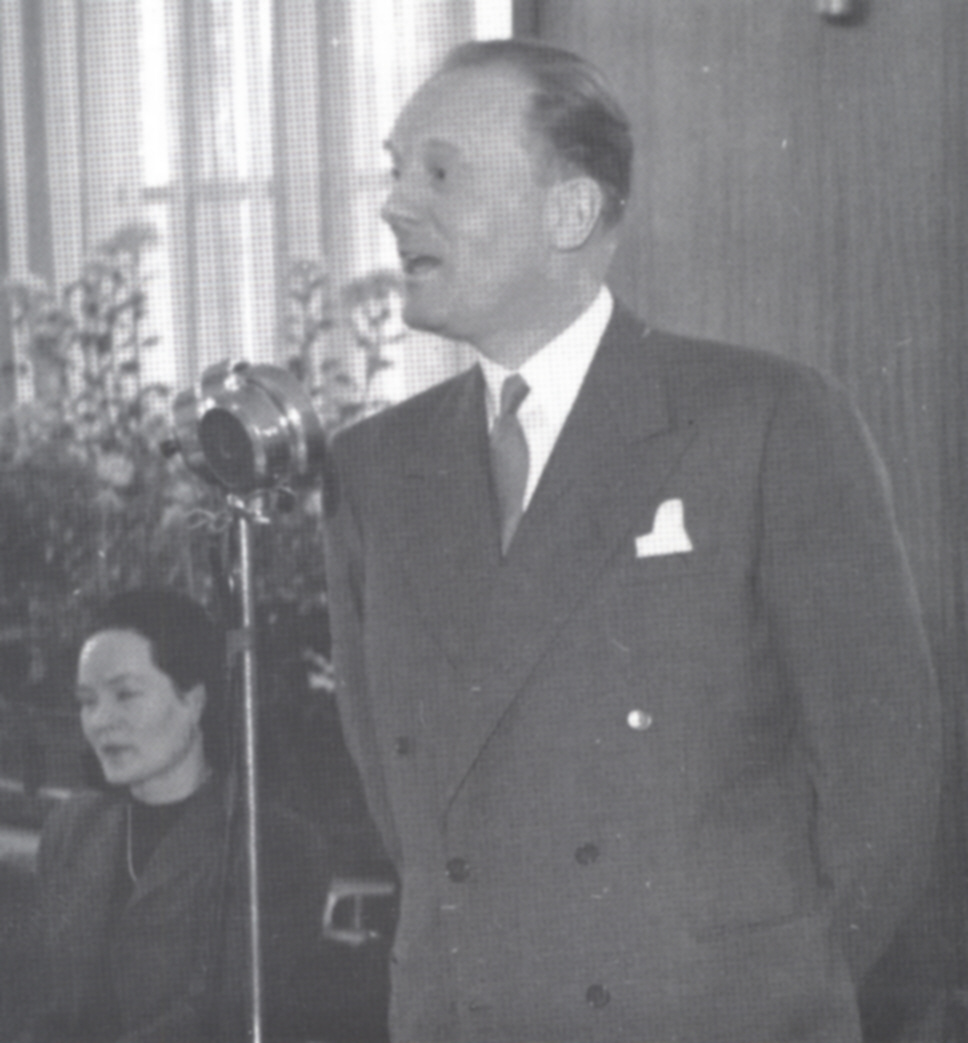
Hilmar Reksten, 1949.

Hilmar August Reksten, född 29 oktober 1897 i Bergen, Norge, död 15 juli 1980 i Bergen, var en norsk skeppsredare och entreprenör. Han etablerade sitt förste rederi år 1929. Under andra världskriget var han en av direktörene i Nortraship.

### Biografisk
- Bjørn L. Basberg: Handelsflåten i krig, bind 2. Nortraship: Alliert og konkurrent (Oslo, 1993)
- Alexander Glen: Footholds Against a Whirlwind (London, 1975)
- Kristian Ilner: Reksten (Bergen, 2006)
- Tore L. Nilsen: Bergen og Sjøfarten. Bind 5. Mot nye utfordringer 1939-1973 (Bergen, 2001)
- Rolv Ryssdal: Rapport til Stortinget fra den granskingskommisjon i Reksten-saken som ble oppnevnt ved Stortingets vedtak 20. juni 1985 Stortinget (1988)
- Mats Stensrud: Reksten-saken: Rapport til Den norske regjering. Fra den granskingskommisjon som ble nedsatt ved kongelig resolusjon 26. juni 1981 for å gjennomgå Reksten-saken Stortinget (1983)
- Arnljot Strømme Svendsen: Hilmar Reksten: stridbar, raus, elsket: mann av det 20. århundre (Bergen, 1997)
- Stig Tenold: «The Harder They Come ... Hilmar Reksten from Boom to Bankruptcy.» Artikkel i The Northern Mariner Årgang 11, nr. 3, s. 41-53 (Ontario, 2002)
- Stig Tenold: The Shipping Crisis of the 1970s: Causes, Effects and Implications for Norwegian Shipping (Bergen, 2001)
- Atle Thowsen: Handelsflåten i krig, bind 1. Nortraship: Profitt og patriotiskme (Oslo, 1992)

### Rekstens egen produktion
- Opplevelser (Oslo, 1979)
- Dagbok 1940-1945 (Oslo, 1980)
- Norges handelsflåte: en oversikt i tall for årene 1914-1919, 1930, 1940-1945 (Bergen, 1946)